# Muang Phônxai
Muang Phônxai är ett distrikt i Laos.   Det ligger i provinsen Louang Prabang, i den nordvästra delen av landet, 210 km norr om huvudstaden Vientiane.